# Vriesea rectifolia
Vriesea rectifolia là một loài thuộc chi Vriesea. Đây là loài đặc hữu của Brasil.